# Mesocarb
Mesocarb (INN) ist ein synthetisch hergestelltes Stimulans und gehört strukturell zur Gruppe der Amphetamine und zu den mesoionischen Verbindungen.

## Geschichte
Das Medikament wurde in den 1970er-Jahren in der Sowjetunion entwickelt und am 1. Januar 1974 auf dem Markt eingeführt.

## Eigenschaften
Mesocarb wirkt als Dopamin-Wiederaufnahmehemmer, der zwar nicht so schnell wirkt wie Dextroamphetamin, dafür aber länger wirkt und ein geringeres neurotoxisches Potential hat.
Mesocarb wurde in Russland zur Behandlung der ADHS oder medikamentenbedingter Sedierung eingesetzt; zudem als Sympathomimetikum bei Kreislaufschwäche.

## Rechtslage

### Deutschland
In der Bundesrepublik Deutschland ist Mesocarb laut Anlage II BtMG ein verkehrsfähiges aber nicht verschreibungsfähiges Betäubungsmittel, jeglicher Besitz ohne Erlaubnis des Bundesinstituts für Arzneimittel und Medizinprodukte (Bundesopiumstelle) ist strafbar.

### Schweiz
In der Schweiz gilt Mesocarb als kontrollierter Stoff.